# Collégiale Saint-Sernin de Saint-Sernin-sur-Rance
La collégiale Saint-Sernin de Saint-Sernin-sur-Rance est une collégiale située à Saint-Sernin-sur-Rance, en France.

## Description
L'église mesure 33 mètres de longueur sur 9,58 mètres de largeur et 12 mètres de hauteur. Elle renferme 8 chapelles, dont l'une dédiée à la Vierge. 
Certains soubassements pourraient remonter à la fin du XIVe siècle. Les clés de la voûte représentent le Christ portant le globe du monde et bénissant les quatre Evangélistes. Deux chapelles et le porche pourraient dater de la fin du XVe siècle. Une autre chapelle remonte à la Renaissance.  
L'église était autrefois décorée d'un grand nombre d'écussons qui ont été grattés lors de la Révolution. 

## Localisation
La collégiale est située sur la commune de Saint-Sernin-sur-Rance, dans le département français de l'Aveyron.

## Historique
L'église de Saint-Sernin fut érigée en collégiale en 1442. Le chapitre fut alors composé de 12 chanoines, 6 prébendés et 2 simples clercs. Selon la bulle d'institution, il s'agissait de maintenir la piété dans le castrum de Saint-Sernin. La bulle précise également que la ville nourrit déjà 24 prêtres du seul produit des fondations ou du casuel et qu'il n'est pas nécessaire de recourir à d'autres églises pour composer le personnel de la collégiale. 
L'édifice est classé au titre des monuments historiques en 1930.

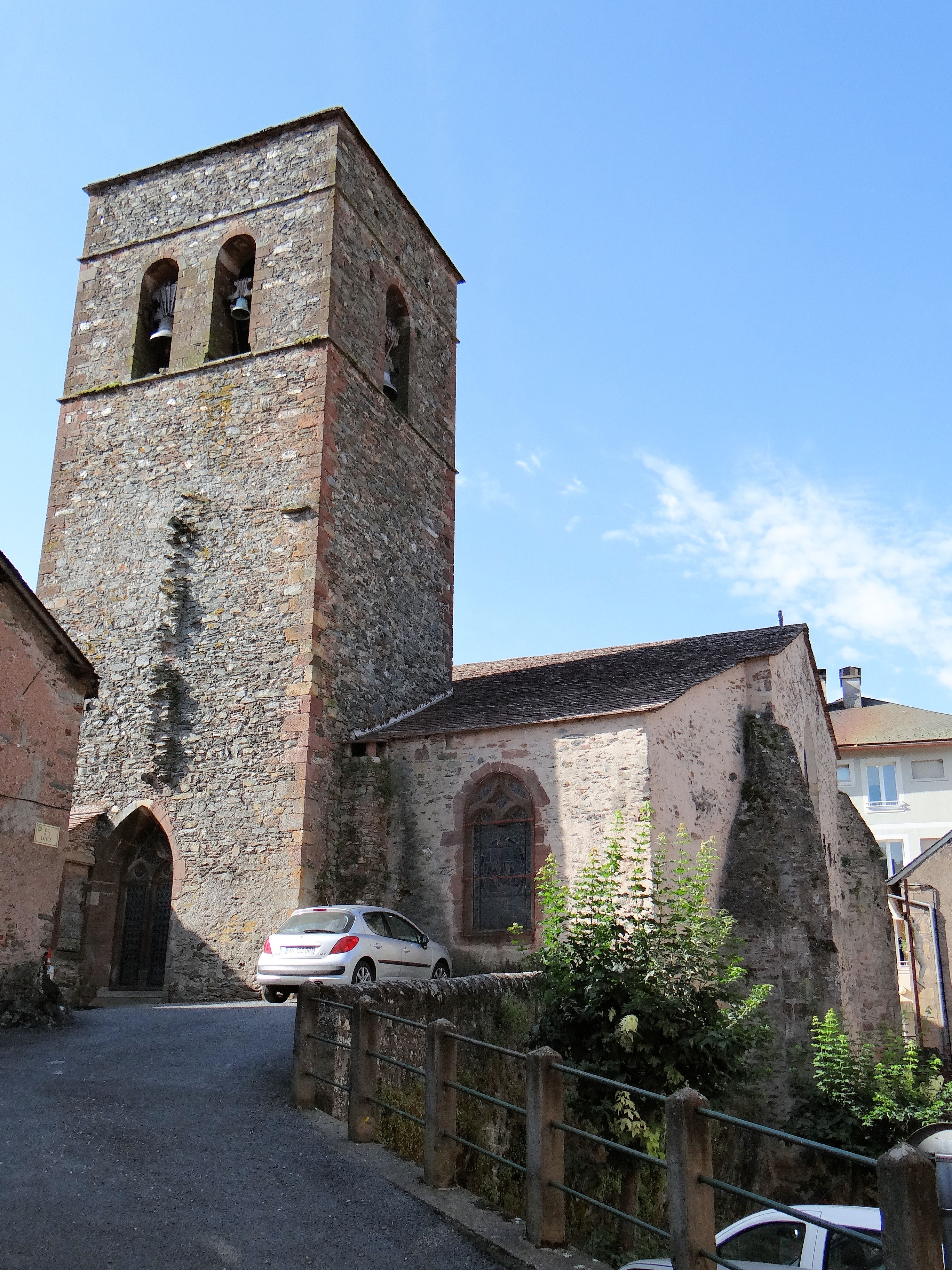
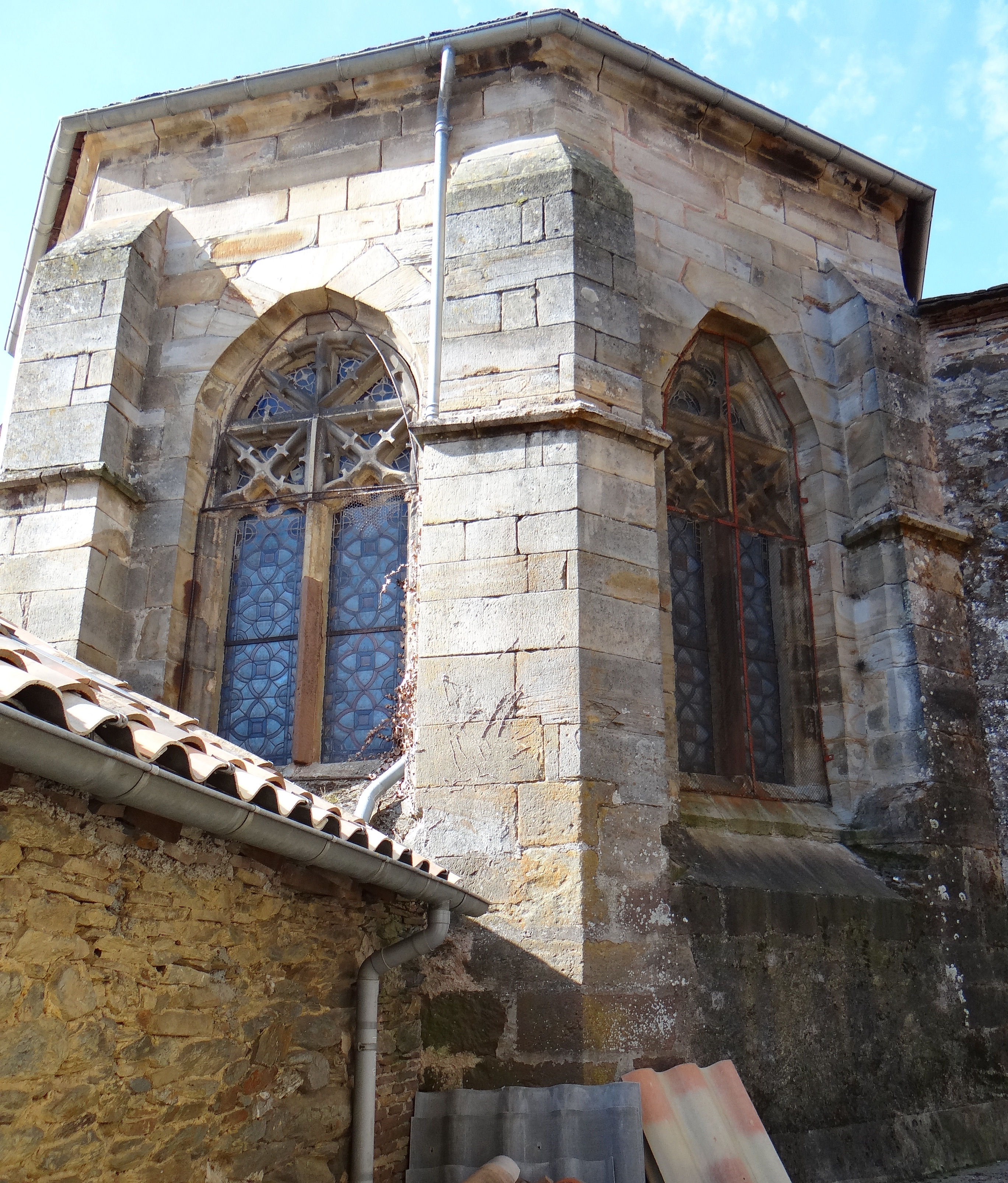
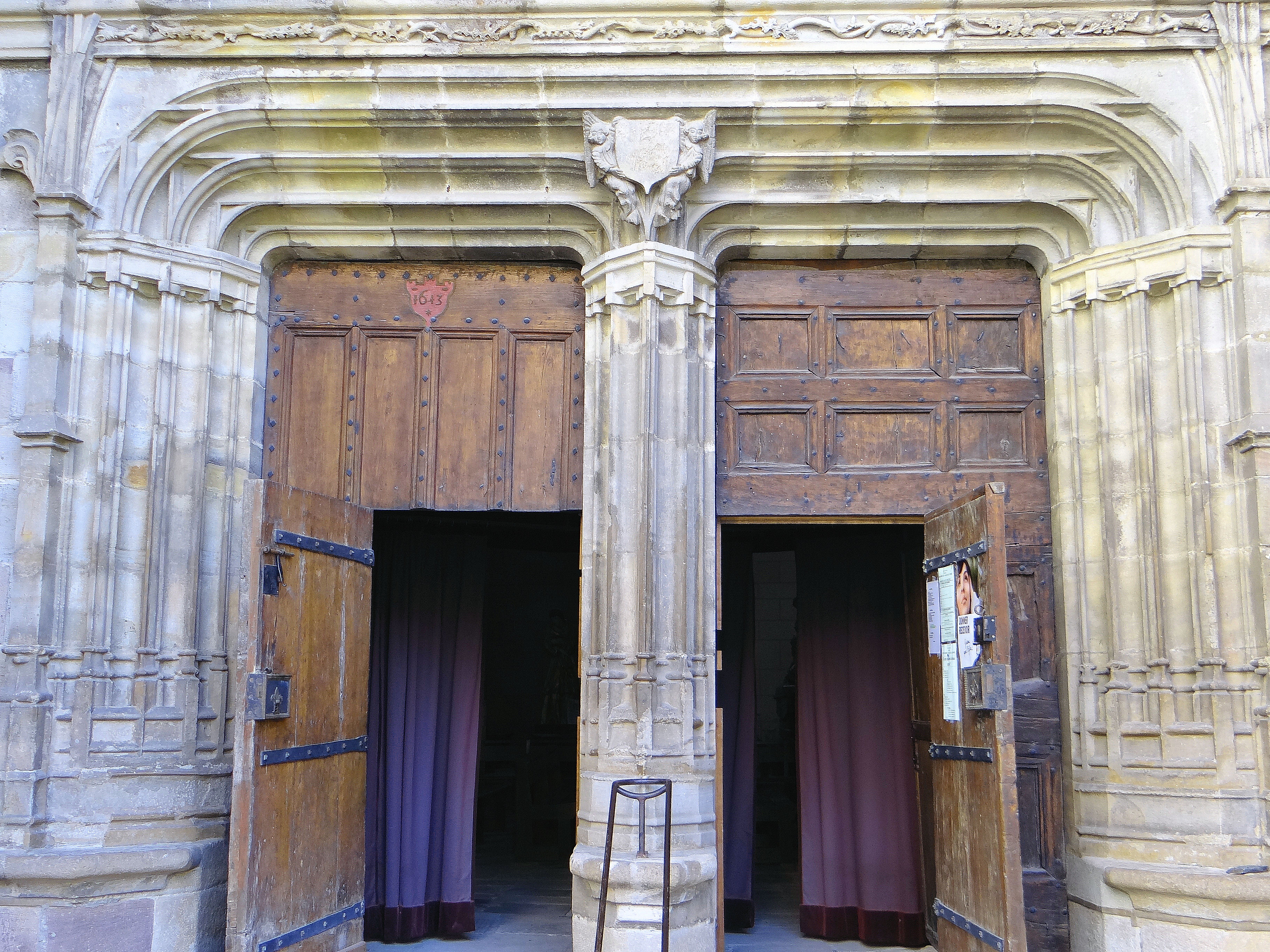
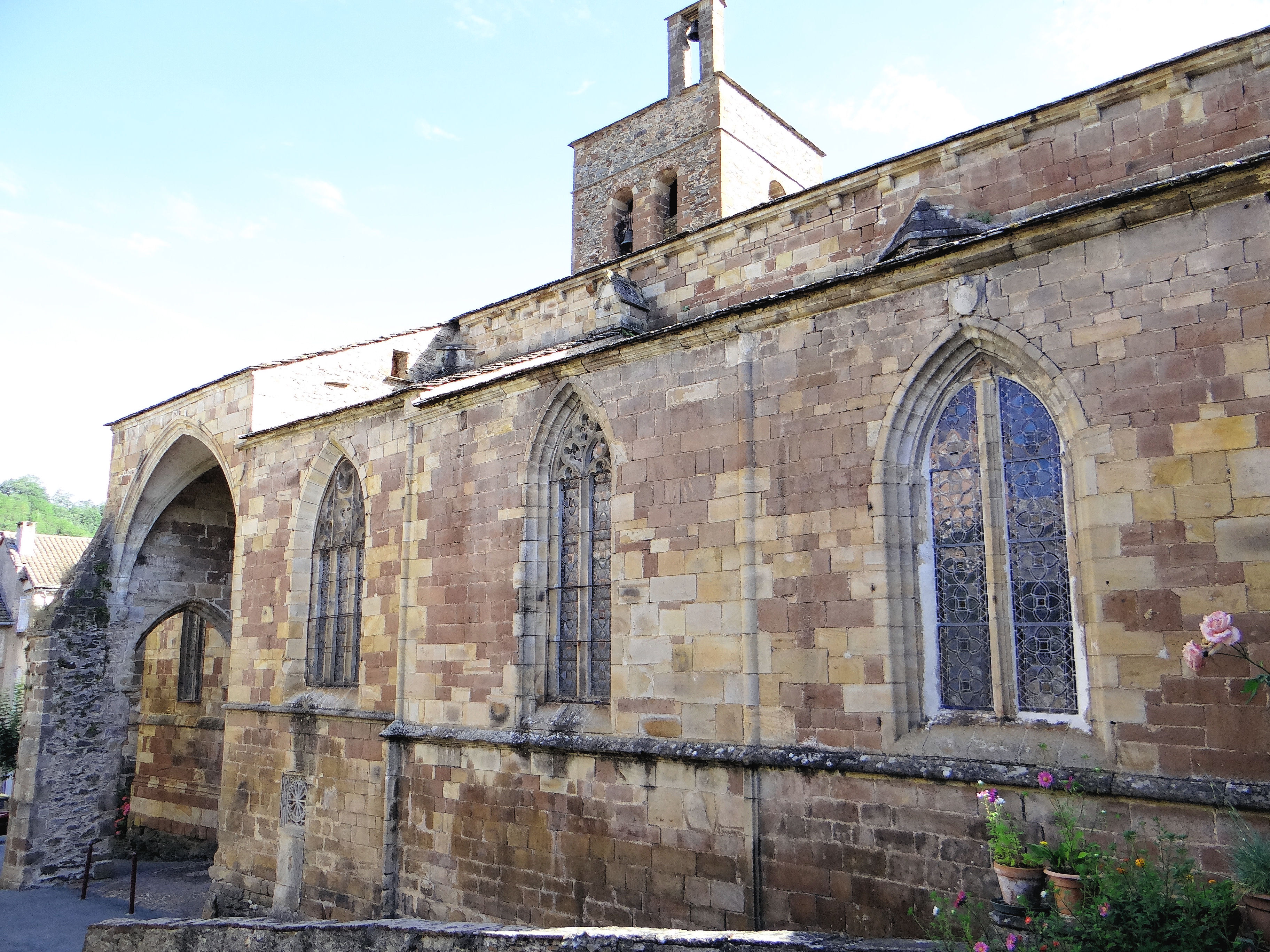
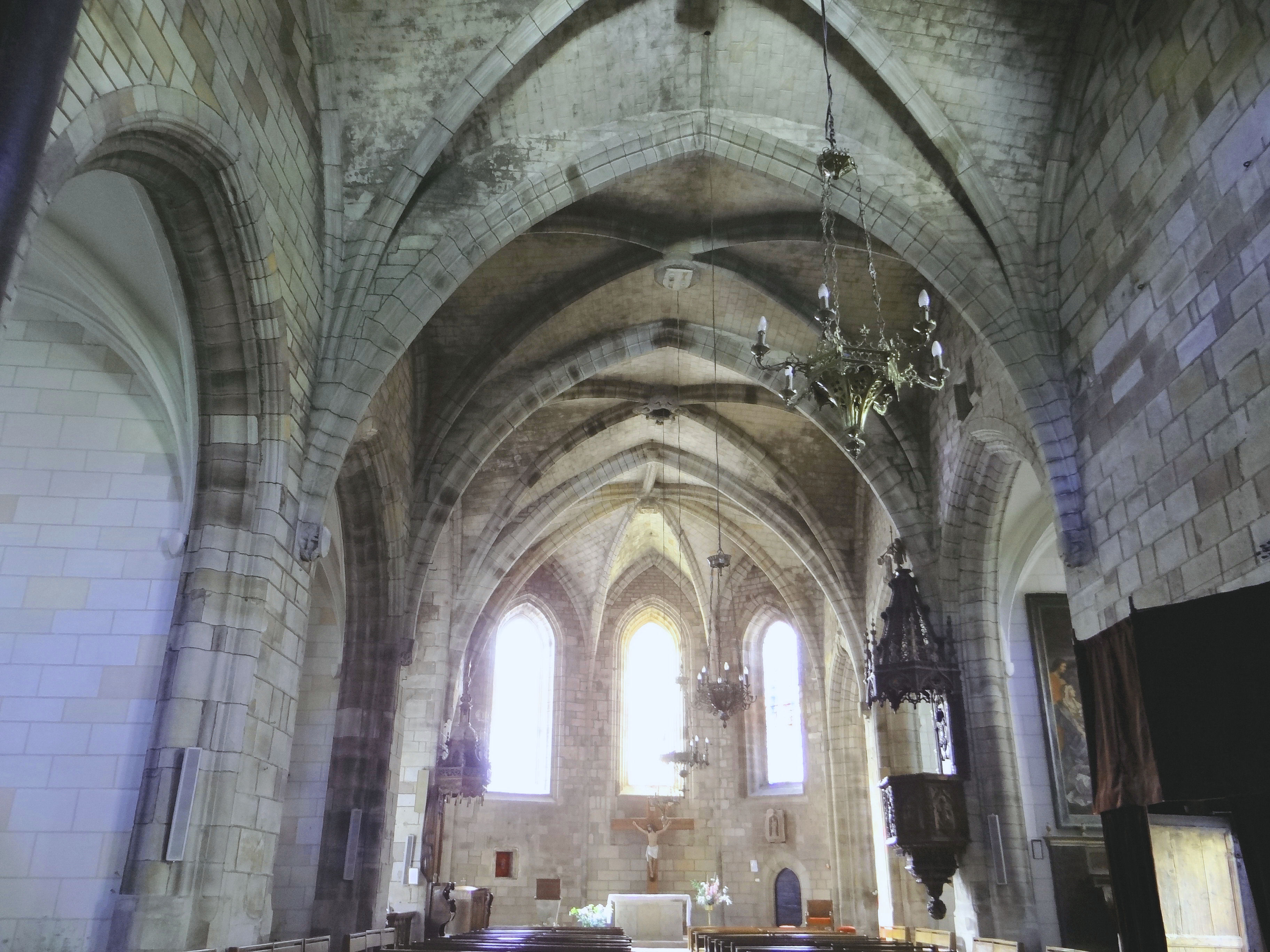
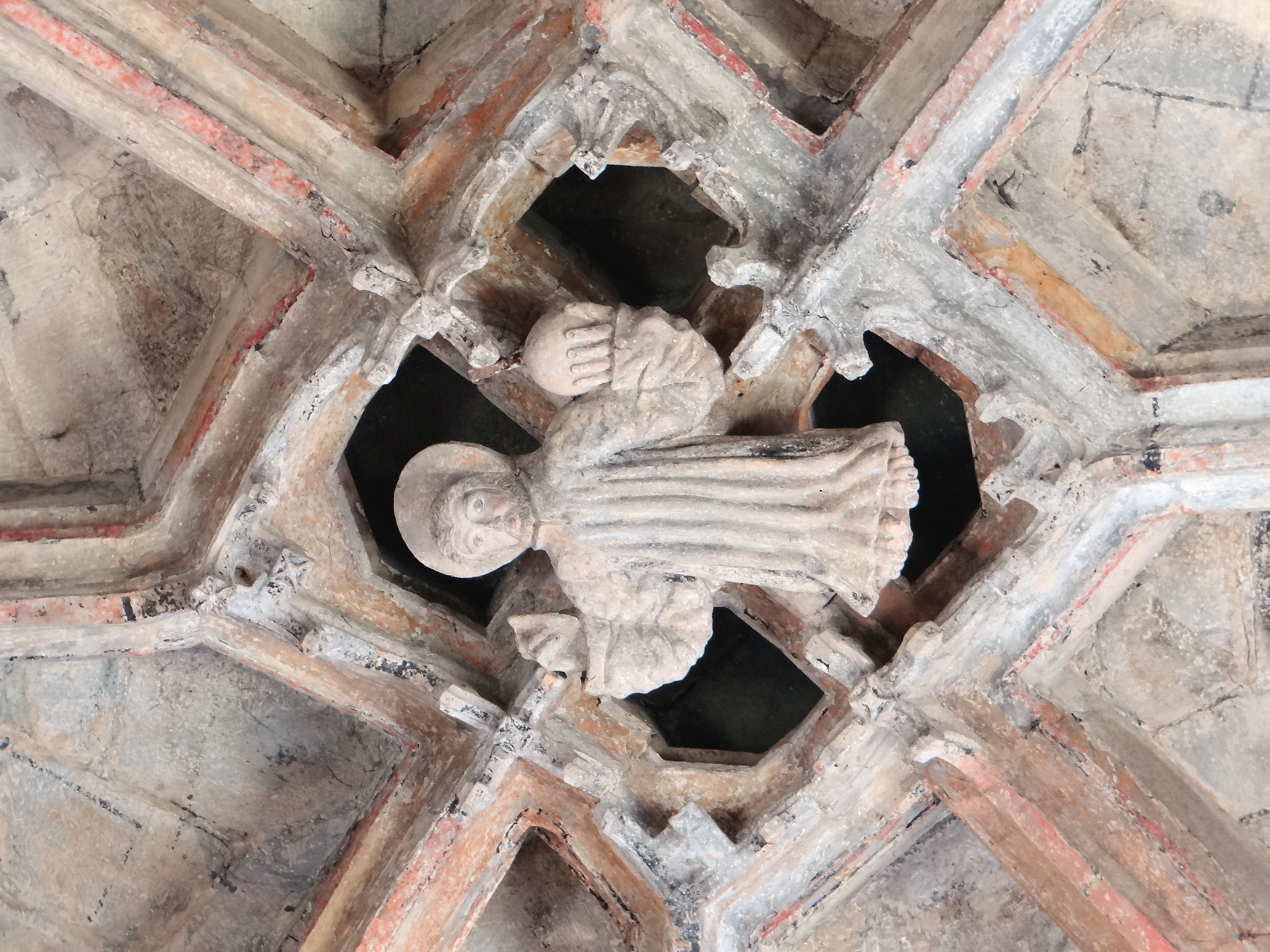
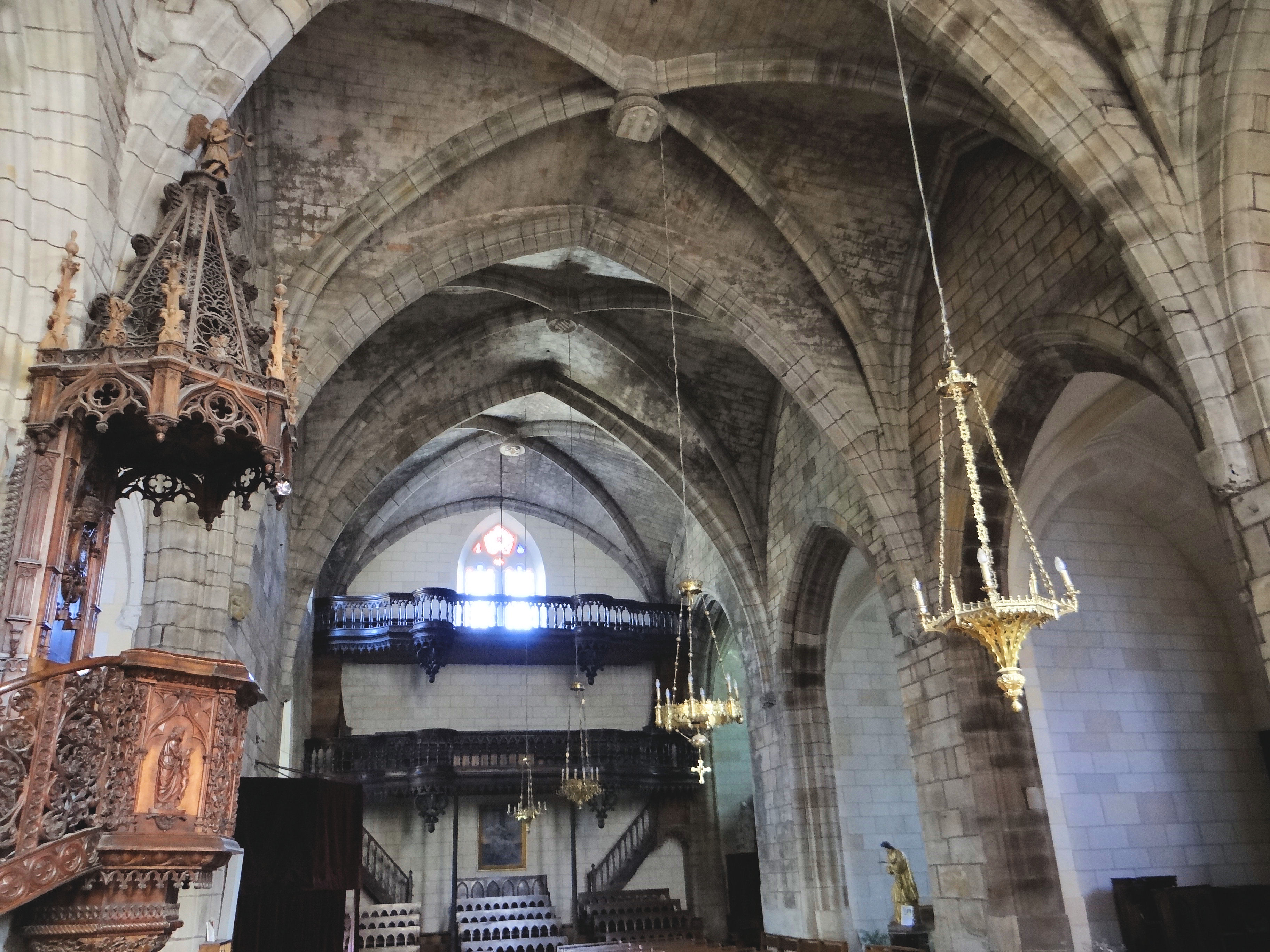